# Begonia louis-williamsii
Espèce
Begonia louis-williamsii est une espèce de plantes de la famille des Begoniaceae.
L'espèce fait partie de la section Gireoudia.
Elle a été décrite en 1982 par Kathleen Burt-Utley.

## Répartition géographique
Cette espèce est originaire du pays suivant : Guatemala.